# Llista de monuments del Conflent
Llista de monuments del Conflent registrats com a monuments històrics, bé catalogats d'interès nacional (classé) o bé inventariats d'interès regional (inscrit).

## Monuments Patrimoni de la Humanitat
Monuments que, a més de ser monuments històrics, formen part del conjunt de fortificacions de Vauban declarat Patrimoni de la Humanitat per la UNESCO.
| Monument                | Prot. | Època          | Localització                   | Coordenades                                          | Codi?      | Imatge                                                                                                  |
| ----------------------- | ----- | -------------- | ------------------------------ | ---------------------------------------------------- | ---------- | --- |
| Ciutadella de Montlluís | PH    |                | Montlluís                      | 42° 30′ 37″ N, 2° 07′ 07″ E / 42.510278°N,2.118611°E | PA00104052 | Ciutadella de Montlluís · Vegeu més fotos d'aquest monument · Carregueu una nova foto d'aquest monument |
| Muralles de la vila     | PH    |                | Vilafranca de Conflent         | 42° 35′ 11″ N, 2° 21′ 55″ E / 42.586278°N,2.365311°E | PA00104152 | Muralles de la vila · Vegeu més fotos d'aquest monument · Carregueu una nova foto d'aquest monument     |
| Fort Libèria            | PH    | Segle XVII-XIX | Fullà i Vilafranca de Conflent | 42° 35′ 24″ N, 2° 21′ 52″ E / 42.589944°N,2.364528°E | PA00104149 | Fort Libèria · Vegeu més fotos d'aquest monument · Carregueu una nova foto d'aquest monument            |

## Monuments Històrics
| Monument                                                                | Prot. | Època            | Localització                                                                                 | Coordenades                                           | Codi?      | Imatge |
| ----------------------------------------------------------------------- | ----- | ---------------- | -------------------------------------------------------------------------------------------- | ----------------------------------------------------- | ---------- | --- |
| Església de Sant Feliu i Sant Ermengol d'Aiguatèbia                     | Inv.  | 1693             | Aiguatèbia i Talau Aiguatèbia                                                                | 42° 34′ 24″ N, 2° 11′ 10″ E / 42.5733414°N,2.186065°E | PA00103965 | Església de Sant Feliu i Sant Ermengol d'Aiguatèbia · Vegeu més fotos d'aquest monument · Carregueu una nova foto d'aquest monument |
| Església de Santa Maria de les Grades                                   | Inv.  | Segle XI-XII     | Arboçols                                                                                     | 42° 39′ 50″ N, 2° 30′ 00″ E / 42.663928°N,2.499895°E  | PA00103950 | Església de Santa Maria de les Grades · Vegeu més fotos d'aquest monument · Carregueu una nova foto d'aquest monument               |
| Priorat de Santa Maria de Marcèvol                                      | Cat.  | Segle XI-XII     | Arboçols Marcèvol                                                                            | 42° 39′ 43″ N, 2° 30′ 02″ E / 42.662083°N,2.500589°E  | PA00103949 | Priorat de Santa Maria de Marcèvol · Vegeu més fotos d'aquest monument · Carregueu una nova foto d'aquest monument                  |
| Roca gravada de Fórnols                                                 | Cat.  | Paleolític       | Campome Fórnols                                                                              | 42° 38′ 10″ N, 2° 22′ 47″ E / 42.6361°N,2.3796°E      | PA00104181 | Roca gravada de Fórnols · Vegeu més fotos d'aquest monument · Carregueu una nova foto d'aquest monument                             |
| Abadia de Sant Martí del Canigó                                         | Cat.  |                  | Castell de Vernet                                                                            | 42° 31′ 42″ N, 2° 24′ 03″ E / 42.528333°N,2.400833°E  | PA00103981 | Abadia de Sant Martí del Canigó · Vegeu més fotos d'aquest monument · Carregueu una nova foto d'aquest monument                     |
| Església de Santa Maria de Riquer                                       | Cat.  |                  | Catllà Mas d'en Riquer                                                                       | 42° 37′ 55″ N, 2° 25′ 35″ E / 42.632029°N,2.426409°E  | PA00103984 | Església de Santa Maria de Riquer · Vegeu més fotos d'aquest monument · Carregueu una nova foto d'aquest monument                   |
| Església de Sant Andreu de Catllà                                       | Inv.  | Segle XI-XVII    | Catllà                                                                                       | 42° 38′ 03″ N, 2° 25′ 23″ E / 42.634144°N,2.423097°E  | PA00103983 | Església de Sant Andreu de Catllà · Vegeu més fotos d'aquest monument · Carregueu una nova foto d'aquest monument                   |
| Antigues muralles                                                       | Inv.  | XII, XV          | Codalet                                                                                      | 42° 36′ 35″ N, 2° 24′ 57″ E / 42.6097°N,2.4158°E      | PA00103996 | Antigues muralles · Vegeu més fotos d'aquest monument · Carregueu una nova foto d'aquest monument                                   |
| Abadia de Sant Miquel de Cuixà                                          | Cat.  | Segle XII        | Codalet                                                                                      | 42° 36′ 00″ N, 2° 25′ 00″ E / 42.6°N,2.416667°E       | PA00103995 | Abadia de Sant Miquel de Cuixà · Vegeu més fotos d'aquest monument · Carregueu una nova foto d'aquest monument                      |
| Església de Sant Joan de Conat                                          | Inv.  | segle XII        | Conat                                                                                        | 42° 36′ 49″ N, 2° 21′ 28″ E / 42.613675°N,2.357778°E  | PA00104005 | Església de Sant Joan de Conat · Vegeu més fotos d'aquest monument · Carregueu una nova foto d'aquest monument                      |
| Església de Santa Maria de Cornellà de Conflent                         | Cat.  |                  | Cornellà de Conflent                                                                         | 42° 33′ 59″ N, 2° 22′ 59″ E / 42.566389°N,2.383056°E  | PA00104007 | Església de Santa Maria de Cornellà de Conflent · Vegeu més fotos d'aquest monument · Carregueu una nova foto d'aquest monument     |
| Antic Castell dels comtes de Conflent i Cerdanya                        | Inv.  | Segle XI         | Cornellà de Conflent                                                                         | 42° 34′ 00″ N, 2° 22′ 52″ E / 42.5668°N,2.3812°E      | PA00104006 | Antic Castell dels comtes de Conflent i Cerdanya · Vegeu més fotos d'aquest monument · Carregueu una nova foto d'aquest monument    |
| Església de Santa Maria d'Espirà de Conflent                            | Cat.  |                  | Espirà de Conflent                                                                           | 42° 37′ 02″ N, 2° 29′ 55″ E / 42.617222°N,2.498611°E  | PA00104021 | Església de Santa Maria d'Espirà de Conflent · Vegeu més fotos d'aquest monument · Carregueu una nova foto d'aquest monument        |
| Església de Sant Vicenç de Dalt                                         | Inv.  | Segle XVIII      | Eus                                                                                          | 42° 38′ 40″ N, 2° 27′ 27″ E / 42.644505°N,2.457384°E  | PA00104183 | Església de Sant Vicenç de Dalt · Vegeu més fotos d'aquest monument · Carregueu una nova foto d'aquest monument                     |
| Església de Sant Vicenç d'Eus                                           | Cat.  | Segle XI         | Eus                                                                                          | 42° 38′ 24″ N, 2° 27′ 14″ E / 42.640106°N,2.453875°E  | PA00104025 | Església de Sant Vicenç d'Eus · Vegeu més fotos d'aquest monument · Carregueu una nova foto d'aquest monument                       |
| Església de Sant Pere de Fillols                                        | Inv.  | Segle XII        | Fillols                                                                                      | 42° 33′ 49″ N, 2° 24′ 29″ E / 42.563611°N,2.408056°E  | PA00104027 | Església de Sant Pere de Fillols · Vegeu més fotos d'aquest monument · Carregueu una nova foto d'aquest monument                    |
| Església de Sant Feliu de Fillols                                       | Cat.  | Segle XII        | Fillols                                                                                      | 42° 33′ 41″ N, 2° 24′ 32″ E / 42.561389°N,2.408889°E  | PA00104026 | Església de Sant Feliu de Fillols · Vegeu més fotos d'aquest monument · Carregueu una nova foto d'aquest monument                   |
| Pont de Fontpedrosa                                                     | Inv.  | Segle XX         | Fontpedrosa                                                                                  | 42° 31′ 04″ N, 2° 12′ 13″ E / 42.517778°N,2.203611°E  | PA00132870 | Pont de Fontpedrosa · Vegeu més fotos d'aquest monument · Carregueu una nova foto d'aquest monument                                 |
| Església de Santa Eulàlia de Fullà                                      | Cat.  | Segle XI         | Fullà Veïnat de Baix                                                                         | 42° 34′ 03″ N, 2° 21′ 26″ E / 42.567577°N,2.35728°E   | PA00104032 | Església de Santa Eulàlia de Fullà · Vegeu més fotos d'aquest monument · Carregueu una nova foto d'aquest monument                  |
| Església de Sant Julià i Santa Basilissa de Jújols                      | Inv.  | Segle XI-XII     | Jújols                                                                                       | 42° 34′ 08″ N, 2° 17′ 41″ E / 42.568889°N,2.294788°E  | PA00104042 | Església de Sant Julià i Santa Basilissa de Jújols · Vegeu més fotos d'aquest monument · Carregueu una nova foto d'aquest monument  |
| Castell de la Llaguna                                                   | Inv.  | Segle XI-XIII    | La Llaguna                                                                                   | 42° 31′ 36″ N, 2° 07′ 17″ E / 42.526667°N,2.121389°E  | PA66000019 | Castell de la Llaguna · Vegeu més fotos d'aquest monument · Carregueu una nova foto d'aquest monument                               |
| Església parroquial de Sant Lluís Rei de Montlluís                      | Inv.  | XVIII            | Montlluís Plaça de la República                                                              | 42° 30′ 31″ N, 2° 07′ 20″ E / 42.5086°N,2.1221°E      | PA66000028 | Església parroquial de Sant Lluís Rei de Montlluís · Vegeu més fotos d'aquest monument · Carregueu una nova foto d'aquest monument  |
| Forn solar de Montlluís                                                 | Inv.  | XX               | Montlluís Bastió de la Perxa                                                                 | 42° 30′ 27″ N, 2° 07′ 16″ E / 42.5075°N,2.121111°E    | PA66000020 | Forn solar de Montlluís · Vegeu més fotos d'aquest monument · Carregueu una nova foto d'aquest monument                             |
| Pou de la Vila                                                          | Inv.  | XVII             | Montlluís Carrer del Mercat                                                                  | 42° 30′ 29″ N, 2° 07′ 17″ E / 42.508°N,2.1214°E       | PA66000029 | Pou de la Vila · Vegeu més fotos d'aquest monument · Carregueu una nova foto d'aquest monument                                      |
| Església de Santa Maria de Corbiac                                      | Inv.  | Segle XIII       | Mosset Corbiac                                                                               | 42° 39′ 34″ N, 2° 21′ 50″ E / 42.659444°N,2.363889°E  | PA66000008 | Església de Santa Maria de Corbiac · Vegeu més fotos d'aquest monument · Carregueu una nova foto d'aquest monument                  |
| Església de Sant Jaume de Nyer                                          | Inv.  | Segle XI-XII     | Nyer                                                                                         | 42° 31′ 58″ N, 2° 16′ 33″ E / 42.532672°N,2.275889°E  | PA00104054 | Església de Sant Jaume de Nyer · Vegeu més fotos d'aquest monument · Carregueu una nova foto d'aquest monument                      |
| Castell de la Roca de Nyer                                              | Inv.  | Segle X-XVI      | Nyer                                                                                         | 42° 31′ 36″ N, 2° 16′ 50″ E / 42.526607°N,2.280663°E  | PA00104053 | Castell de la Roca de Nyer · Vegeu més fotos d'aquest monument · Carregueu una nova foto d'aquest monument                          |
| Església de Sant Andreu d'Èvol                                          | Cat.  | Segle XI         | Oleta i Èvol                                                                                 | 42° 34′ 13″ N, 2° 15′ 14″ E / 42.570405°N,2.253911°E  | PA00104059 | Església de Sant Andreu d'Èvol · Vegeu més fotos d'aquest monument · Carregueu una nova foto d'aquest monument                      |
| Castell d'Èvol                                                          | Inv.  | Segle XIII       | Oleta i Èvol                                                                                 | 42° 34′ 25″ N, 2° 15′ 14″ E / 42.5737°N,2.253886°E    | PA00104058 | Castell d'Èvol · Vegeu més fotos d'aquest monument · Carregueu una nova foto d'aquest monument                                      |
| La Bastida d'Oleta                                                      | Inv.  | Segle XIII       | Oleta i Èvol                                                                                 | 42° 33′ 34″ N, 2° 17′ 30″ E / 42.5595°N,2.2918°E      | PA00104057 | La Bastida d'Oleta · Carregueu una nova foto d'aquest monument                                                                      |
| Casa Jacomet                                                            | Inv.  | Segle XVI        | Prada Carrer del Palau de Justìcia, 1                                                        | 42° 37′ 04″ N, 2° 25′ 23″ E / 42.617739°N,2.423113°E  | PA66000012 | Casa Jacomet · Vegeu més fotos d'aquest monument · Carregueu una nova foto d'aquest monument                                        |
| Església de Sant Pere de Prada                                          | Cat.  | Segle XI-XVI     | Prada Plaça de la República                                                                  | 42° 37′ 05″ N, 2° 25′ 24″ E / 42.618098°N,2.423268°E  | PA00104099 | Església de Sant Pere de Prada · Vegeu més fotos d'aquest monument · Carregueu una nova foto d'aquest monument                      |
| Monument als morts de Prada                                             |       | 1925             | Prada Cementiri de Prada                                                                     | 42° 36′ 49″ N, 2° 25′ 38″ E / 42.613564°N,2.427234°E  | PA66000056 | Monument als morts de Prada · Modifica el valor a Wikidata · Carregueu una nova foto d'aquest monument                              |
| Església de Sant Climent de Cirac                                       | Inv.  | Segle XV-XVIII   | Rià i Cirac                                                                                  | 42° 36′ 19″ N, 2° 24′ 11″ E / 42.60535°N,2.402942°E   | PA00104107 | Església de Sant Climent de Cirac · Vegeu més fotos d'aquest monument · Carregueu una nova foto d'aquest monument                   |
| Església de Sant Vicenç de Rià                                          | Inv.  | Segle XI-XVII    | Rià i Cirac                                                                                  | 42° 36′ 32″ N, 2° 24′ 00″ E / 42.608864°N,2.400114°E  | PA00104106 | Església de Sant Vicenç de Rià · Vegeu més fotos d'aquest monument · Carregueu una nova foto d'aquest monument                      |
| Santuari de Santa Maria de Domanova                                     | Inv.  | Segle XIII       | Rodès                                                                                        | 42° 38′ 46″ N, 2° 34′ 04″ E / 42.646111°N,2.567778°E  | PA00132617 | Santuari de Santa Maria de Domanova · Vegeu més fotos d'aquest monument · Carregueu una nova foto d'aquest monument                 |
| Pont d'en Labau                                                         | Inv.  | Segles XIV i XV  | Rodès, Bulaternera i Illa                                                                    | 42° 39′ 39″ N, 2° 34′ 10″ E / 42.660965°N,2.569344°E  | PA66000036 | Pont d'en Labau · Vegeu més fotos d'aquest monument · Carregueu una nova foto d'aquest monument                                     |
| Torre de Goà                                                            | Inv.  | Segle XIII-XIV   | Saorra Castell de Vernet                                                                     | 42° 31′ 22″ N, 2° 22′ 38″ E / 42.5227°N,2.377278°E    | PA00104110 | Torre de Goà · Vegeu més fotos d'aquest monument · Carregueu una nova foto d'aquest monument                                        |
| Església de Sant Esteve de Saorra                                       | Cat.  | XII              | Saorra                                                                                       | 42° 32′ 00″ N, 2° 21′ 27″ E / 42.533261°N,2.357575°E  | PA00104109 | Església de Sant Esteve de Saorra · Vegeu més fotos d'aquest monument · Carregueu una nova foto d'aquest monument                   |
| Pont Gisclard                                                           | Cat.  | Segle XX         | Sautó                                                                                        | 42° 30′ 14″ N, 2° 08′ 36″ E / 42.503889°N,2.143333°E  | PA00135696 | Pont Gisclard · Vegeu més fotos d'aquest monument · Carregueu una nova foto d'aquest monument                                       |
| Església de Sant Cosme i Sant Damià de Serdinyà                         | Inv.  | Segle XVIII      | Serdinyà                                                                                     | 42° 33′ 59″ N, 2° 19′ 13″ E / 42.566389°N,2.320278°E  | PA00104189 | Església de Sant Cosme i Sant Damià de Serdinyà · Vegeu més fotos d'aquest monument · Carregueu una nova foto d'aquest monument     |
| Església de Sant Marcel de Flaçà                                        | Cat.  | Segle XI         | Serdinyà                                                                                     | 42° 34′ 26″ N, 2° 18′ 45″ E / 42.573889°N,2.3125°E    | PA00104130 | Església de Sant Marcel de Flaçà · Vegeu més fotos d'aquest monument · Carregueu una nova foto d'aquest monument                    |
| Església de Sant Andreu de Tarerac                                      | Inv.  |                  | Tarerac Plaça de l'Església                                                                  | 42° 41′ 26″ N, 2° 30′ 05″ E / 42.690533°N,2.501269°E  | PA00104137 | Església de Sant Andreu de Tarerac · Vegeu més fotos d'aquest monument · Carregueu una nova foto d'aquest monument                  |
| Torre de Corts                                                          | Inv.  | Segle XI-XII     | Taurinyà                                                                                     | 42° 34′ 59″ N, 2° 25′ 04″ E / 42.583136°N,2.417796°E  | PA00104139 | Torre de Corts · Vegeu més fotos d'aquest monument · Carregueu una nova foto d'aquest monument                                      |
| Església de Sant Fruitós de Taurinyà                                    | Inv.  |                  | Taurinyà                                                                                     | 42° 34′ 46″ N, 2° 25′ 41″ E / 42.579444°N,2.428056°E  | PA00104138 | Església de Sant Fruitós de Taurinyà · Vegeu més fotos d'aquest monument · Carregueu una nova foto d'aquest monument                |
| Casa Autié                                                              | Inv.  |                  | Vilafranca de Conflent Plaça de l'Església                                                   | 42° 35′ 12″ N, 2° 21′ 57″ E / 42.586583°N,2.365847°E  | PA00104154 | Casa Autié · Carregueu una nova foto d'aquest monument                                                                              |
| Bastiment comunal i panteó de l'antic cementiri (Sant Pau del Claustre) | Inv.  | Segle XIII-XVIII | Vilafranca de Conflent Plaça de l'Església                                                   | 42° 35′ 11″ N, 2° 21′ 57″ E / 42.586464°N,2.365834°E  | PA00104147 | Bastiment comunal i panteó de l'antic cementiri (Sant Pau del Claustre) · Carregueu una nova foto d'aquest monument                 |
| Casa del 6 del Carrer de Sant Jaume                                     | Inv.  |                  | Vilafranca de Conflent Carrer de Sant Jaume, 6                                               | 42° 35′ 12″ N, 2° 22′ 01″ E / 42.58675°N,2.36688°E    | PA00104174 | Casa del 6 del Carrer de Sant Jaume · Carregueu una nova foto d'aquest monument                                                     |
| Casa Deixona                                                            | Inv.  |                  | Vilafranca de Conflent Carrer de Sant Jaume, 4                                               | 42° 35′ 12″ N, 2° 22′ 00″ E / 42.586721°N,2.366746°E  | PA00104158 | Casa Deixona · Carregueu una nova foto d'aquest monument                                                                            |
| Casa Boier                                                              | Inv.  |                  | Vilafranca de Conflent Carrer de Sant Joan, 2                                                | 42° 35′ 12″ N, 2° 21′ 55″ E / 42.586549°N,2.365413°E  | PA00104172 | Casa Boier · Carregueu una nova foto d'aquest monument                                                                              |
| Casa de Cecília Pi                                                      | Inv.  |                  | Vilafranca de Conflent 29, Carrer de Sant Joan                                               | 42° 35′ 13″ N, 2° 21′ 59″ E / 42.587001°N,2.366478°E  | PA00104171 | Casa de Cecília Pi · Carregueu una nova foto d'aquest monument                                                                      |
| Casa de Pere Vergers                                                    | Inv.  |                  | Vilafranca de Conflent 81, Carrer de Sant Joan                                               | 42° 35′ 14″ N, 2° 22′ 07″ E / 42.587351°N,2.368626°E  | PA00104170 | Casa de Pere Vergers · Carregueu una nova foto d'aquest monument                                                                    |
| Casa Tafanelli                                                          | Inv.  |                  | Vilafranca de Conflent c. Sant Joan                                                          | 42° 35′ 14″ N, 2° 22′ 07″ E / 42.587264°N,2.368487°E  | PA00104168 | Casa Tafanelli · Carregueu una nova foto d'aquest monument                                                                          |
| Casa d'Emili Maurí                                                      | Inv.  |                  | Vilafranca de Conflent 42, Carrer de Sant Joan                                               | 42° 35′ 14″ N, 2° 22′ 04″ E / 42.587226°N,2.367703°E  | PA00104167 | Casa d'Emili Maurí · Carregueu una nova foto d'aquest monument                                                                      |
| Casa Masdéu                                                             | Inv.  |                  | Vilafranca de Conflent 30, Carrer de Sant Joan                                               | 42° 35′ 13″ N, 2° 22′ 00″ E / 42.586987°N,2.366665°E  | PA00104166 | Casa Masdéu · Carregueu una nova foto d'aquest monument                                                                             |
| Casa de Josep Martí                                                     | Inv.  |                  | Vilafranca de Conflent 13, Carrer de Sant Joan                                               | 42° 35′ 13″ N, 2° 21′ 57″ E / 42.586809°N,2.365772°E  | PA00104165 | Casa de Josep Martí · Carregueu una nova foto d'aquest monument                                                                     |
| Casa de Jaume Martí                                                     | Inv.  |                  | Vilafranca de Conflent 7, Carrer de Sant Joan                                                | 42° 35′ 12″ N, 2° 21′ 56″ E / 42.586732°N,2.365555°E  | PA00104164 | Casa de Jaume Martí · Carregueu una nova foto d'aquest monument                                                                     |
| Casa Laporta                                                            | Inv.  |                  | Vilafranca de Conflent 32, Carrer de Sant Joan                                               | 42° 35′ 13″ N, 2° 22′ 01″ E / 42.587031°N,2.366826°E  | PA00104163 | Casa Laporta · Carregueu una nova foto d'aquest monument                                                                            |
| Casa de l'Infant                                                        | Inv.  |                  | Vilafranca de Conflent 67, Carrer de Sant Joan                                               | 42° 35′ 14″ N, 2° 22′ 05″ E / 42.587315°N,2.368033°E  | PA00104162 | Casa de l'Infant · Vegeu més fotos d'aquest monument · Carregueu una nova foto d'aquest monument                                    |
| Casa de Llar                                                            | Inv.  |                  | Vilafranca de Conflent 51, Carrer de Sant Joan                                               | 42° 35′ 14″ N, 2° 22′ 03″ E / 42.587286°N,2.367473°E  | PA00104161 | Casa de Llar · Carregueu una nova foto d'aquest monument                                                                            |
| Casa de Raül Duran                                                      | Inv.  |                  | Vilafranca de Conflent 65, Carrer de Sant Joan                                               | 42° 35′ 14″ N, 2° 22′ 05″ E / 42.587303°N,2.367974°E  | PA00104160 | Casa de Raül Duran · Carregueu una nova foto d'aquest monument                                                                      |
| Casa d'Enriqueta Duran                                                  | Inv.  |                  | Vilafranca de Conflent 26, Carrer de Sant Joan                                               | 42° 35′ 13″ N, 2° 21′ 59″ E / 42.586946°N,2.36647°E   | PA00104159 | Casa d'Enriqueta Duran · Carregueu una nova foto d'aquest monument                                                                  |
| Casa Carreres                                                           | Inv.  |                  | Vilafranca de Conflent Carrer de Sant Joan, costat nord                                      | 42° 35′ 13″ N, 2° 22′ 08″ E / 42.586892°N,2.368771°E  | PA00104157 | Casa Carreres · Carregueu una nova foto d'aquest monument                                                                           |
| Casa de Lleó Berjoan                                                    | Inv.  |                  | Vilafranca de Conflent 27, Carrer de Sant Joan                                               | 42° 35′ 13″ N, 2° 21′ 59″ E / 42.586979°N,2.366346°E  | PA00104156 | Casa de Lleó Berjoan · Carregueu una nova foto d'aquest monument                                                                    |
| Casa de Pere Berjoan                                                    | Inv.  |                  | Vilafranca de Conflent 39, Carrer de Sant Joan                                               | 42° 35′ 14″ N, 2° 22′ 01″ E / 42.587119°N,2.366971°E  | PA00104155 | Casa de Pere Berjoan · Carregueu una nova foto d'aquest monument                                                                    |
| Casa Alazet                                                             | Inv.  |                  | Vilafranca de Conflent 56, Carrer de Sant Joan                                               | 42° 35′ 14″ N, 2° 22′ 07″ E / 42.587315°N,2.368573°E  | PA00104153 | Casa Alazet · Carregueu una nova foto d'aquest monument                                                                             |
| Casa de Jaume Vergers del 79 del Carrer de Sant Joan                    | Inv.  |                  | Vilafranca de Conflent 79, del Carrer de Sant Joan                                           | 42° 35′ 14″ N, 2° 22′ 07″ E / 42.587343°N,2.3685°E    | PA00104127 | Casa de Jaume Vergers del 79 del Carrer de Sant Joan · Carregueu una nova foto d'aquest monument                                    |
| Casa de Jaume Vergers del 73 del Carrer de Sant Joan                    | Inv.  |                  | Vilafranca de Conflent 73 del Carrer de Sant Joan, cantonada amb el Carreró de la Muralla    | 42° 35′ 14″ N, 2° 22′ 06″ E / 42.587327°N,2.368253°E  | PA00104169 | Casa de Jaume Vergers del 73 del Carrer de Sant Joan · Carregueu una nova foto d'aquest monument                                    |
| Casa del 5/7 del Carrer de Sant Jaume                                   | Inv.  |                  | Vilafranca de Conflent Darrere del 34 del Carrer de Sant Joan - 5/7 del Carrer de Sant Jaume | 42° 35′ 13″ N, 2° 22′ 02″ E / 42.586839°N,2.367095°E  | PA00104173 | Casa del 5/7 del Carrer de Sant Jaume · Carregueu una nova foto d'aquest monument                                                   |
| Casa de la Vila de Vilafranca de Conflent                               | Inv.  |                  | Vilafranca de Conflent pl. de l'Església                                                     | 42° 35′ 12″ N, 2° 21′ 59″ E / 42.586762°N,2.366333°E  | PA00104151 | Casa de la Vila de Vilafranca de Conflent · Vegeu més fotos d'aquest monument · Carregueu una nova foto d'aquest monument           |
| Antic Hospital de Vilafranca de Conflent                                | Inv.  |                  | Vilafranca de Conflent c. Sant Joan, 38                                                      | 42° 35′ 14″ N, 2° 22′ 02″ E / 42.587135°N,2.367285°E  | PA00104150 | Antic Hospital de Vilafranca de Conflent · Vegeu més fotos d'aquest monument · Carregueu una nova foto d'aquest monument            |
| Església de Sant Jaume de Vilafranca de Conflent                        | Cat.  | Segle XI-XIII    | Vilafranca de Conflent                                                                       | 42° 35′ 12″ N, 2° 21′ 59″ E / 42.586667°N,2.366389°E  | PA00104148 | Església de Sant Jaume de Vilafranca de Conflent · Vegeu més fotos d'aquest monument · Carregueu una nova foto d'aquest monument    |
| Església de Sant Julià i Santa Basilissa de Vinçà                       | Cat.  | Segle XVII-XVIII | Vinçà                                                                                        | 42° 38′ 44″ N, 2° 31′ 42″ E / 42.645596°N,2.528341°E  | PA00104180 | Església de Sant Julià i Santa Basilissa de Vinçà · Vegeu més fotos d'aquest monument · Carregueu una nova foto d'aquest monument   |
| Creu de terme, o Creu Noell                                             | Cat.  | Segle XV         | Vinçà                                                                                        | 42° 38′ 51″ N, 2° 31′ 49″ E / 42.647575°N,2.530208°E  | PA00104179 | Creu de terme, o Creu Noell · Vegeu més fotos d'aquest monument · Carregueu una nova foto d'aquest monument                         |
| Creu de cementiri                                                       | Cat.  | Segle XV         | Vinçà                                                                                        | 42° 38′ 40″ N, 2° 31′ 46″ E / 42.644363°N,2.529578°E  | PA00104178 | Creu de cementiri · Vegeu més fotos d'aquest monument · Carregueu una nova foto d'aquest monument                                   |
| Església de Sant Pere de Bell-lloc                                      | Inv.  | Segle XII        | Vinçà                                                                                        | 42° 39′ 20″ N, 2° 32′ 44″ E / 42.655552°N,2.545662°E  | PA00104177 | Església de Sant Pere de Bell-lloc · Vegeu més fotos d'aquest monument · Carregueu una nova foto d'aquest monument                  |